# Sasha
Sasha és una pel·lícula documental catalana del 2016, dirigida per Fèlix Colomer i Vallès i produïda per l'Escola Superior de Cinema i Audiovisuals de Catalunya (ESCAC) com a projecte de final de carrera. L'obra està rodada en català i rus.

## Sinopsi
Sasha és un nen de vuit anys que viu a Ucraïna amb la seva mare i els seus cinc germans. Conviuen dia a dia amb la misèria, pobresa i insuficiència en tots els aspectes, complicat encara més per la Guerra al Donbàs. Sasha deixa aquesta situació per a arribar a Catalunya on hi viurà durant un estiu amb una família catalana. Què descobrirà, qui coneixerà, com l'afectarà, com ho viurà? Totes aquestes preguntes s'aniran plantejant al llarg de la pel·lícula.

## Nominacions i premis
Ha estat projectat al Festival Internacional de Cinema de Guadalajara i al DocsBarcelona, va rebre una menció especial a la Seminci de Valladolid (2016). També fou nominada al Gaudí a la millor pel·lícula documental.